# Jürgen Ovens
Jürgen Ovens (født 1623, død 9. december 1678) var den gottorpske hofmaler i 1600-tallet. Han blev født i 1623 i Tønning i Nordfrisland som søn af en velhavende købmand. Som ung mand blev han uddannet i Amsterdam, hvor han måske var elev af Rembrandt. Senere blev han Gottorpernes hofmaler. Sin hovedindsats ydede han i portrætmaleriet. Han malede også en række portrætter af den danske kongefamilie. Han døde 1678 i Frederiksstad.